# El pescador de caña
El pescador de caña es un cuadro de la primera serie de cartones para tapices, ideada por Francisco de Goya para el comedor de los príncipes de Asturias en el Monasterio de El Escorial. Funde el estilo cinegético con la pesca, las dos mayores diversiones del príncipe Carlos de Borbón. 
Estuvo almacenado en los sótanos del Palacio Real de Madrid hasta 1870, cuando pasa a formar parte de la colección permanente del Museo del Prado, donde se exhibe en la sala 90 y con el número de catálogo 5542.

## Análisis
Es el único cuadro de la serie —integrada por Partida de caza, Caza con reclamo, Cazador cargando su escopeta y El cazador con sus perros— que se aleja de la temática de la caza, aunque no del todo. En segundo plano aparecen dos cazadores conversando y sosteniendo algunas presas. Como todos sus compañeros, en especial Caza con reclamo y Partida de caza, está fuertemente ligado al arte de Francisco Bayeu. A pesar de todo, sus colores vivos y las figuras naturalistas se ponen de realce. Las poses de los cazadores son algo más delicadas que las del muchacho pescador. Sin duda el gran atractivo de esta pieza es la iluminación, que impacta en la figura del joven creando atractivos contrastes entre luces y sombras.
Al fondo del lienzo se ven hojas y ramas, dibujadas con lápiz negro. Bien pudo ser un retoque del aragonés efectuado de última hora, o pudieron ser agregados por los tejedores.